# Richard Sears
Richard Dudley "Dick" Sears (Boston, 16 oktober 1861 - aldaar 8 april 1943) was een Amerikaans tennisser die actief was in de jaren tachtig van de 19e eeuw.
Sears won de US Championships, het tegenwoordige US Open, de eerste zeven keer dat deze gehouden werden. Ook won hij van 1882 tot 1887 zesmaal het dubbelspeltoernooi. Vijf keer deed hij dat samen met James Dwight, eenmaal, in 1885, met Joseph Clark. Tussen 1881 en 1887 won hij achttien opeenvolgende wedstrijden. Dit record werd in 1921 gebroken door Bill Tilden. Na zijn kampioenschap in 1887 stopte hij met het tennissen.
In 1955 werd Sears ingehuldigd in de internationale Tennis Hall of Fame.

## Grandslamfinales
US Championships
- Winnaar enkelspel: 1881, 1882, 1883, 1884, 1885, 1886, 1887
- Winnaar dubbelspel: 1882, 1883, 1884, 1885, 1886, 1887